# Ritratto di Thomas Wentworth, I conte di Strafford
Il dipinto raffigura Thomas Wentworth, I conte di Strafford, fido consigliere del re d'Inghilterra Carlo I. Questo ritratto rappresenta il conte probabilmente subito dopo la sua nomina a Lord Deputy d'Irlanda e prima della partenza per Dublino, avvenuta nel luglio 1633. Per il dipinto, van Dyck si ispirò con ogni probabilità ad un ritratto di Carlo V eseguito da Tiziano, che figurava nella collezione di Carlo I.